# Zambiana usambaricus
Zambiana usambaricus är en skalbaggsart som först beskrevs av Stefan von Breuning 1978.  Zambiana usambaricus ingår i släktet Zambiana och familjen långhorningar. Inga underarter finns listade i Catalogue of Life.